# Solomon Mangwiro Mutswairo
Solomon Mangwiro Mutswairo/Mutsvairo (Zawu, 26 de abril de 1924-noviembre de 2005) fue un escritor zimbabués autor de la primera novela escrita en shona (Feso, 1957) y de la letra del Himno nacional de Zimbabue

## Biografía
Pasó gran tiempo de su vida en Zambia y estudió en la Universidad de Fort Hare. Más tarde fue profesor y director de escuela.
Gracias a una beca Fulbright, estudió en la Universidad Howard, donde se doctoró en 1978 con la tesis Oral Literature in Zimbabwe: An Analytico-Interpretive Approach.

## Obra
- Feso , 1957.
- Zimbabwe: Prose and Poetry (editor y contribuidor), 1974.
- Mapondera, Soldier Of Zimbabwe, 1978.
- Tagutapadare: Poems for children, 1982.
- Chaminuka, Prophet Of Zimbabwe, 1983.
- Nduri DzeZimbabwe, (contribuidor, antología), 1983.
- Mweya waNehanda,  (teatro en shona), 1988 .
- Hamandishe, (novela en shona), 1988
- Introduction to Shona Culture, 1996.